# Chris Henderson
Christopher "Chris" Henderson, född 11 december, 1970 i Edmonds, Washington, är en amerikansk före detta fotbollsspelare som spelade 79 landskamper för USA. Han deltog bland annat i VM i fotboll 1990, OS 1992, CONCACAF Gold Cup 1991 och 1993, King Fahd Cup 1992 samt Copa América 1993.